# Free Download Manager
Free Download Manager (FDM) — менеджер завантажень з відкритим вихідним кодом.

## Можливості
- Інтегрується у WEB-браузери
- Вбудований FTP-клієнт
- Вміє працювати з BitTorrent-протоколом
- Підтримка Metalink
- Завантаження відео з Youtube та інших подібних сайтів
- Можливе часткове завантаження ZIP-файлів
- Інтерфейс перекладений на багато мов